# Hans Henning Claer
Hans Henning Claer, auch bekannt als Moppel Claer (* 30. Dezember 1931 in Berlin; † 25. Dezember 2002 in Bergkamen), war ein deutscher Schriftsteller.

## Leben
Ursprünglich  Polizist und Boxer, später Bergmann, wurde Claer in den frühen 1970er Jahren bekannt durch seine derben Romane, die das Milieu des Ruhrgebiets zum Hintergrund haben und das Bild eines auf Maloche (Arbeit), Sex und Alkoholkonsum reduzierten Lebens in den Zechensiedlungen zeichnen.
Claers Bücher dienten als lockere Vorlage für die Laß jucken, Kumpel-Reihe von insgesamt sechs Sexfilmen, die in den Jahren 1972 bis 1975 und 1981 entstanden und in denen er selbst mitspielte. Er verstarb im Dezember 2002, nachdem er als Folge eines Schlaganfalls nahezu 15 Jahre lang bettlägerig gewesen war.

## Werke
Autobiografie
- Bulle, Schläger, Nuttenjäger. Rowohlt, Reinbek 1987, ISBN 3-499-15892-2.

Romane
- Laß jucken, Kumpel. März Verlag, Frankfurt/M. 1971, ISBN 3-499-15048-4.
- Das Bullenkloster. März Verlag, Frankfurt/M. 1972, DNB 720097053.
- Bei Oma brennt noch Licht. März Verlag, Frankfurt/M. 1979, DNB 800751485.